# なみあと
なみあとは、日本のライトノベル作家である。

## 概要
埼玉県出身・在住。親の仕事の関係上、幼少期から本が身近にある存在であったため、本好きだと話している。好きな小説のジャンルとしてはミステリー小説やファンタジー小説などを挙げている。中学生頃には既に執筆を行なっていたものの、その後も趣味の域を出なかったと話している。自身がファンである小説家の講演会に参加したときに、サイン会で「ずっと好きでした、いつか作家になって会いに行きます」と伝えた際に「待ってます」と返されたことから小説家を目指し始めた。第2回なろうコン大賞（現: ネット小説大賞）では『宝石吐きのおんなのこ』で拾い上げでの追加受賞を果たし、書籍化作家としてのデビューを果たした。第1回ノベルアップ+小説大賞で『悪役令嬢（ところてん式）』でノベラ賞を受賞した。

## 作品一覧
- 『宝石吐きのおんなのこ』（イラスト: 景、ぽにきゃんBOOKS〈ポニーキャニオン〉）[5]
- 『うちの作家は推理ができない』（イラスト: いつか、2020年7月13日、二見サラ文庫〈二見書房〉、ISBN 9784576201023）[6]
- 『悪役令嬢（ところてん式）』（イラスト: 志田、2020年7月22日、HJノベルス〈ホビージャパン〉、ISBN 9784798622385）[7]
- 『占い師オリハシの噓』（イラスト：美和野らぐ、講談社タイガ）
  - （2022年4月15日）
  - 偽りの罪状（2023年2月15日）